# Baby voulez-vous?
Baby voulez-vous? is een nummer van de Volendamse band BZN uit 1999.
Het lied heeft een Engelstalige tekst en werd uitgebracht als de eerste single van het album The best days of my life. Met het nummer werd gepoogd om BZN populairder te maken bij de jeugd, maar door hartproblemen van zanger Jan Keizer kon de single niet actief worden gepromoot. Wel werd voor het lied een videoclip opgenomen in Ierland.
Baby voulez-vous? bereikte de Nederlandse Top 40 niet en bleef, net als de vorige single Don't give up, don't give in, steken in de tipparade. Het nummer stond echter op nummer 3 in de BZN Top 100, een lijst die in 2005 werd samengesteld ter gelegenheid van het veertigjarig bestaan van BZN.
In 2018 is dit nummer gecoverd door zangeres Nicki met zanger Patrick Linder in het Duits.    
| Baby voulez-vous? in de Tipparade - binnen: 28 augustus 1999 | Baby voulez-vous? in de Tipparade - binnen: 28 augustus 1999 | Baby voulez-vous? in de Tipparade - binnen: 28 augustus 1999 | Baby voulez-vous? in de Tipparade - binnen: 28 augustus 1999 | Baby voulez-vous? in de Tipparade - binnen: 28 augustus 1999 | Baby voulez-vous? in de Tipparade - binnen: 28 augustus 1999 |
| Week                                                         | 1                                                            | 2                                                            | 3                                                            | 4                                                            | 5                                                            |
| ------------------------------------------------------------ | ------------------------------------------------------------ | ------------------------------------------------------------ | ------------------------------------------------------------ | ------------------------------------------------------------ | ------------------------------------------------------------ |
| Nummer                                                       | 24                                                           | 17                                                           | 15                                                           | 15                                                           | uit                                                          |